# Konstanty Dobrzyński
Konstanty Dobrzyński (ur. 20 grudnia 1908 w Łodzi-Chojnach, zm. 3 września 1939 w Janowie) – łódzki poeta, pisarz robotniczy.

## Życiorys

### Lata młodości
Urodził się w podłódzkich Chojnach (obecnie dzielnica Łodzi), w biednej rodzinie robotniczej Władysława i Elżbiety z Kuropatwów. Ojciec był studniarzem, zarabiał niewiele i gdy zginął w czasie wojny, rodzina znalazła się w nędzy. Z tego powodu matka wraz z synem wyjechała do rodziny na Kujawy, gdzie mały Konstanty zarabiał na życie pasaniem bydła u okolicznych chłopów.  
Po kilku latach, gdy wrócili do Łodzi, Konstanty dokończył szkołę powszechną i rozpoczął naukę w państwowej szkole włókienniczej. Naukę po roku musiał przerwać, aby podjąć pracę i utrzymać siebie i chorą matkę. Pracował przez dwa lata jako robotnik budowlany, a następnie w fabryce włókienniczej Zjednoczone Zakłady Scheibler i Grohman. W tym czasie uczył się w wieczorowym gimnazjum i zdobył maturę. 

### Debiut i kariera literacka
Po odbyciu służby wojskowej, przez pewien czas, nie mógł znaleźć pracy. W tym okresie zetknął się z ruchem narodowym. Był członkiem Obozu Wielkiej Polski i Stronnictwa Narodowego. Wcześnie zaczął pisać, ale debiutował dopiero w 1935 roku na łamach łódzkiej codziennej gazety „Głos Poranny”. W 1936 roku w Poznaniu ukazał się jego obszerny zbiór wierszy Czarna poezja, zawierający m.in. cykl utworów poświęconych Łodzi, a wśród nich – swojemu przedmieściu. Wstęp do owego tomu wierszy napisał polski polityk i publicysta związany z ruchem narodowym Marian Seyda. W twórczości Konstantyna Dobrzyńskiego znajdują odzwierciedlenia łódzkie realia, które łatwo można znaleźć w wierszach W fabrycznej hali, Jesień, czy Wiosna, Gwiazdy i Smutek.  
Po debiucie książkowym, odnotowanym przez krytykę, znalazł stałą pracę w redakcji endeckiego „Orędownika” w Poznaniu. Przez pewien czas mieszkał w owym mieście, gdzie znajdowała się redakcja gazety. Dobrzyński był również współpracownikiem łódzkiego oddziału redakcji periodyku. Jednak łódzki „Orędownik” był pismem innym niż jego macierzyste wydanie. Przyświecały mu hasła antysemickie, antylewicowe i antyrządowe.  
Dobrzyński był również współpracownikiem tygodnika „Prosto z Mostu”. Na łamach tej gazety ukazywały się jego pseudoawangardowe wiersze o niedwuznacznym przesłaniu: jeden cios w zęby! oraz dosyć słów! dzisiaj/są/pięści!!. W 1938 roku ukazał się drukiem drugi tomik wierszy Dobrzyńskiego: Żagwie na wichrach, nagrodzony w 1939 roku przez „Prosto z mostu”.  
W twórczości Dobrzyńskiego zauważono duże podobieństwo z poezją Antoniego Kasprowicza, poety wywodzącego się z innego robotniczego przedmieścia łódzkiego - Widzewa. Jego wiersze pojawiły się też w Antologii współczesnej poezji polskiej 1918–1938. Natomiast historyk literatury Ludwik Stolarzewicz, autor przedwojennego opracowania dotyczącego literackich opisów Łodzi oraz autorów łódzkich, w 1937 roku pisał również o Dobrzyńskim, że ma talent naprawdę rzeczywisty, wymagający tylko umiejętnej pielęgnacji i nakładający na niego obowiązek usilnej pracy nad sobą. 

### Śmierć
Zginął w czasie kampanii wrześniowej 3 września 1939 roku jako kanonier 7 pułku artylerii lekkiej w Janowie pod Częstochową. Jest  pochowany na cmentarzu Kule w Częstochowie. 

## Publikacje

### Tomiki wierszy
- Czarna poezja (Orędownik 1936)[17]
- Żagwie na wichrach (Drukarnia Polska 1938)[18]
- W 2018 r., staraniem Wojciecha Rotarskiego, ukazały się Wiersze zebrane Konstantego Dobrzyńskiego (Częstochowa - Łódź 2018)

### Inne
- Sokoli marsz (druk muzyczny; muzyka: Włodzimierz Mierzejewski, słowa: Konstanty Dobrzyński; Radom: Towarzystwo Gimnastyczne „Sokół” 1938)
- (współautor) Antologia współczesnej poezji polskiej 1918–1938 (oprac. Ludwik Fryde, Antoni Andrzejewski, Warszawa: „Nasza Księgarnia” 1939)
- Pogrzeb Romana Dmowskiego [fragm.] („Myśl Polska”, 1989, nr 1/2)
- Lipiec („Myśl Polska” 2007, nr 42; przedruk z „Prosto z Mostu” 1935, nr 34)
- Mój Chrystus; Facjatka; Do świętych wisielców („Myśl Polska” 2008, nr 4; przedruk z „Prosto z Mostu” 1938, nr 3)
- Alkazar („Glaukopis” 2010, nr 17/18)